# Subsidiaritätspflicht
Die sogenannte Subsidiaritätspflicht (von subsidiär und subsidiarisch = unterstützend, Hilfe leistend und Subsidien (Plural) = Hilfsgelder vom Staat) ist erstmals im Mittelalter in Erscheinung getreten und existiert noch bis heute. Diese Pflicht impliziert soziale Hilfsmaßnahmen eines Staates oder einer Regierung, sozial Schwachen zu helfen. Verstärkt verwendet wurde dieser Begriff in Deutschland. Durch die Entwicklungen des Vormärz, der Frühindustrialisierung sowie dem daraus entstandenen Pauperismus (Massenarmut) und der Sozialen Frage bedingt entstand die Unterstützungspflicht der Gemeinden, die ab 1855 in gemeindliche Versicherungskassen umstrukturiert wurden. Durch die Subsidiaritätspflicht sollte den Unterschichten, die weit unter dem Existenzminimum lebten, zumindest das „Überleben“ garantiert werden. Aufgrund der enormen Verelendung im 19. Jahrhundert war dies aber z. T. unmöglich, weshalb diese „Pflicht“ vonseiten des Staates nicht annähernd ausreichend erfüllt werden konnte.